# Parque O'Higgins
Parque O'Higgins är en park i Chile.   Den ligger i regionen Región Metropolitana de Santiago, i den södra delen av landet, i huvudstaden Santiago de Chile. Parque O'Higgins ligger 537 meter över havet. Arean är 80 kvadratkilometer.
Terrängen runt Parque O'Higgins är huvudsakligen platt, men åt nordost är den kuperad. Terrängen runt Parque O'Higgins sluttar västerut. Runt Parque O'Higgins är det ganska glesbefolkat, med 40 invånare per kvadratkilometer.. Närmaste större samhälle är Santiago de Chile, 1,3 km nordost om Parque O'Higgins. 
Runt Parque O'Higgins är det i huvudsak tätbebyggt.